# Marta Colvin
Marta Colvin (22. Juni 1907 in Chillán – 27. Oktober 1995 in Santiago) war eine chilenische Bildhauerin.

## Leben und Wirken
Colvin hatte durch ihren Vater James Colvin portugiesische und chilotische Vorfahren, über ihre Mutter, der Künstlerin Elcira Andrade, portugiesische. Sie heiratete im Alter von 16 Jahren den französischstämmigen Landwirt Fernando May Didier, mit dem sie drei Kinder bekam und mit dem sie bis zu ihrem 21. Lebensjahr in Fundo El Mono am Stadtrand von Chillán lebte. Sie begann ihre künstlerische Laufbahn in Chillán dank Begegnung mit ihrer Zeichenlehrerin, der Bildhauerin Noemí Mourgues Bernard. Später gründete sie mit anderen Künstlern die Gruppe Tanagra. Nach dem Erdbeben von Chillán im Jahr 1939, das ihr Haus in Chillán zerstörte, zog sie nach Santiago. Noch während des Studiums wurde sie 1943 zur Assistentin der Vásquez-Skulpturwerkstatt an der Universität von Chile ernannt; Sieben Jahre später wurde sie Assistenzprofessorin und 1957 Vollzeitprofessorin, eine Position, die sie bis 1972 innehatte. Unter dem Einfluss von Henry Moore, der ihr beibrachte, die präkolumbianische kulturelle Tradition zu schätzen, reiste Colvin durch Peru und Bolivien, studierte und verinnerlichte prähispanische Kulturen.